# マシュー・ラボートー
マシュー・ラボートー（Matthew Laborteaux、1966年12月8日 - ）は、アメリカ合衆国の俳優、声優。
マシュー・ラボートと表記されることもある。
子役出身でテレビドラマ『大草原の小さな家』のアルバート・クイン・インガルス役で知られる。
また同作のアンディ（アンドリュー）・ガーベイ役であったパトリック・ラボートーは兄ではあるが、互いに養子のため血縁関係にはない。

## 略歴
1970年代に子役としてキャリアを始め、テレビドラマを中心に活動していたが、2000年代以降は主にアニメやテレビゲームの声優として活動し、その際にはマシュー・チャールズ（Matthew Charles）やマット・ラボートー（Matt Laborteaux）の名義が使われることが多い。

## 出演作品
- デッドリー・フレンド Deadly Friend (1986) - ポール・コンウェイ
- 世にも不思議なアメージング・ストーリー Amazing Stories (1985) - アンディ ※シーズン1エピソード7「宇宙のTVオタク」（原題：Fine Tuning）
- マイコン大作戦 Whiz Kids (1983-1984) - リッチー・アドラー
- スペース・エイリアン The Aliens Are Coming (1980) - ティミー・ガーナー ※テレビ映画
- 大草原の小さな家 Little House on the Prairie (1976, 1978-1983) - シーズン3と4では少年時代のチャールズ・インガルス（英語版）、シーズン5～9およびスペシャル「きのうの日々」ではアルバート・クイン・インガルス
- こわれゆく女 A Woman Under the Influence (1974) - アンジェロ・ロンゲッティ